# 葉夫列莫夫區

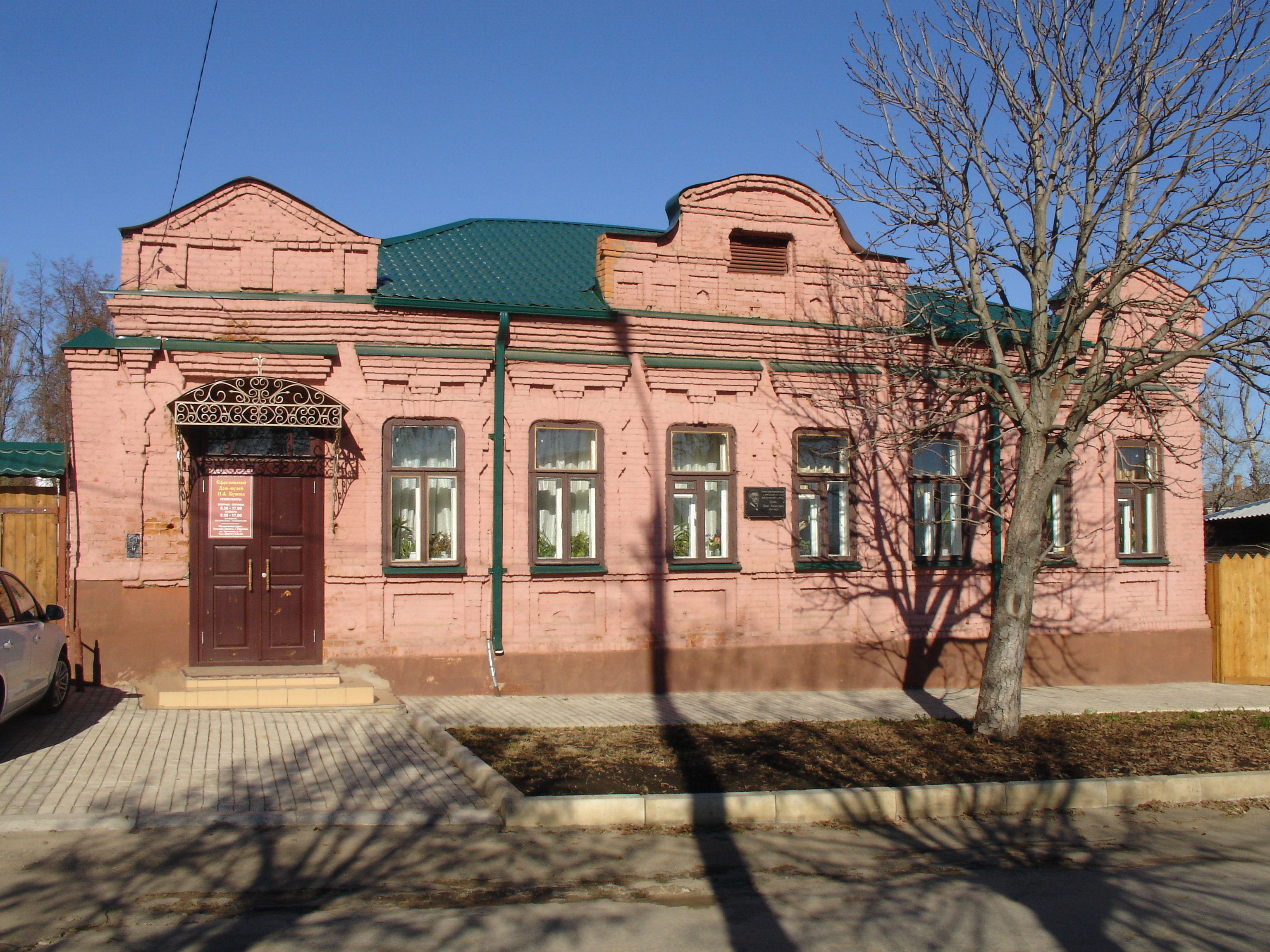

53°08′38″N 38°06′05″E / 53.14389°N 38.10139°E
葉夫列莫夫區（俄语：Ефремовский район），是俄羅斯的一個區，位於該國西部，由圖拉州負責管轄，面積1,649平方公里，2010年該區人口64,227，人口密度每平方公里38.95人。